# 世界平和研究所
公益財団法人中曽根康弘世界平和研究所（なかそねやすひろせかいへいわけんきゅうじょ）は、安全保障を中心とする調査研究や、国際交流等を目的とする公益財団法人。日本の政策シンクタンク。通称中曽根平和研究所。

## 概要
1988年6月28日、「国際社会が直面する課題問題について発信する政策研究提言機関」として閣議了解を経て設立された防衛庁（当時）所管（厳密には当時の総理府、外務省、大蔵省、防衛庁、経済企画庁、通商産業省主務）の財団法人世界平和研究所（Institute for International Policy Studies）を前身とする。IIPSも会長は当初から中曽根康弘である。内容としては「憲法改正案」の提示、各国の選挙制度の研究、中華民国との交流、対中華人民共和国戦略研究などがある。
かつては、紀尾井町のザ・フォーラムビル6階に事務所があった。

## 歴史
1988年3月、世界平和研究所開設準備室が開設される。（中曽根、当時70歳。現職衆議院議員）
1988年6月、設立許可・閣議了解がされ、世界平和研究所として設立。
2011年4月1日、公益法人制度改革に伴い、より公益財団法人に移行。
2018年1月1日より公益財団法人中曽根康弘世界平和研究所（NPI：Nakasone Yasuhiro Peace Institute）に名称を変更した。
同年10月1日より中曽根平和研究所(NPI：Nakasone Peace Institute)を通称とすることとした。
2020年11月、公益財団法人青雲塾の解散に伴い資料や施設を引き継ぎ、中曽根康弘資料館（通称：青雲塾記念会館）を群馬県高崎市に開設
。
2021年10月22日、初代会長の中曽根が没して以後空席であった会長に麻生太郎が就任した。

## 組織

### 基本情報
- 所在地：東京都港区虎ノ門3丁目2番2号30 森ビル6階
- 設立：1988年（昭和63年）6月28日

### 現在の役員
2021年11月現在。
- 会長：麻生太郎(衆議院議員、第92代内閣総理大臣)
- 副会長：中曽根弘文(参議院議員、中曽根康弘の息子)
- 副会長：三村明夫(日本製鉄社友名誉会長、日本商工会議所会頭)
- 理事長：藤崎一郎(元駐米大使、日米協会会長)
- 副理事長：荒井寿光(元通商産業審議官)

## 歴代の役員

### 歴代会長
| 代 | 名前       | 在職期間                      | 略歴                     |
| -- | ---------- | ----------------------------- | ------------------------ |
| 1  | 中曽根康弘 | 1988年6月28日 2019年11月29日  | 第71,72,73代内閣総理大臣 |
| -  | 空席       | 2019年11月29日 2021年10月22日 | 中曽根康弘の死去により   |
| 2  | 麻生太郎   | 2021年10月22日 現在           | 第92代内閣総理大臣       |

#### 歴代理事長[2]
- 初代：中曽根康弘
- 第2代：平岩外四（元東京電力会長、第7代経団連会長）
- 第3代：八尋俊邦（元三井物産会長、元経団連副会長）
- 第4代：大河原良雄（元駐米大使）
- 第5代：佐藤謙（元防衛事務次官）
- 第6代：藤崎一郎（元駐米大使、日米協会会長）
- 第7代：中曽根弘文（参議院議員、元外務大臣）[8]

## 過去の研究員経験者
- 小黒一正：経済学者、法政大学教授、2008 - 10年在籍
- 川上高司 - 国際政治学者、元拓殖大学教授 内閣官房参与　初代研究員　10年在籍　[9]
- 木原隆司 - 経済学者、元九州大学教授、元獨協大学教授
- 久島直人 - 外交官

## 主な活動内容

### 国際会議の開催等
- 平成19年度のシンポジウム 「海洋国家日本の行方」、「グローバリゼーションと我が国の科学技術戦略」
- 東アジア・シニアリーダーズ・フォーラム
- 日台フォーラム「日台関係の現状と展望」
- 日中国交正常化35周年記念会議

### 提言・報告書
- 2005年（平成17年）1月 「憲法改正試案」
- 2006年（平成18年）9月 「21世紀の日本の国家像について」
- 2009年（平成21年）9月 「『日米同盟の新段階』」
- 2010年（平成22年）8月 「「ねじれ国会」の時代における国会改革に向けた緊急提言」
- 2011年（平成23年）4月 「教育改革試案」
- 2011年（平成23年）4月 「日米同盟とは何か」世界平和研究所編、北岡伸一・渡邉昭夫監修(中央公論新社 ISBN 978-4-1200-4224-9)
- 2013年（平成25年）10月 「世界平和研究所創立25周年記念提言 - 平成50年、世界で輝く日本たれ」
- 2018年（平成30年）11月 「設立30周年記念政策論集」

### 出版活動
- Asia-Pacific Review
- 平和研だより
- ニューズレター

### 表彰
- 2004年（平成16年）より、中曽根康弘賞を設けている。

## 過去に実現した提言
集団的自衛権の行使容認
中曽根康弘は、1996年の著書で次のように述べていた。
1996年3月には、世界平和研究所の評議員・研究顧問だった田中啓二郎（元大蔵省官房審議官）が、『集団的自衛権の行使、海外における武力行使及び地域取り極めに関する一考察』を発表した。こうした提言は、2014年に第2次安倍内閣が決定した、日本の集団的自衛権を限定的に行使することができるようにした憲法解釈の変更と、方向性が極めて近い。